# باري لوبيز
باري لوبيز (بالإنجليزية: Barry Lopez)‏ هو كاتب أمريكي، ولد في 6 يناير 1945 في بورت تشيستير في الولايات المتحدة.

## وصلات خارجية
- الموقع الرسمي
- باري لوبيز على موقع IMDb (الإنجليزية)
- باري لوبيز على موقع الموسوعة البريطانية (الإنجليزية)
- باري لوبيز على موقع إن إن دي بي (الإنجليزية)
- باري لوبيز على موقع ديسكوغز (الإنجليزية)